# Bartholomaus Nathanael Youssef
Bartłomiej (imię świeckie Nathanael Youssef) – duchowny Syryjskiego Kościoła Ortodoksyjnego, od 2012 biskup Zatoki Perskiej i Zjednoczonych Emiratów Arabskich. Sakrę biskupią otrzymał 26 października 2012.